# Mączniak rzekomy maku
Mączniak rzekomy maku – choroba wywoływana  przez patogen Peronospora arborescens.
Jest to patogen ścisły, ciało jego składa się ze strzępek, które za pomocą ssawek wnikają do tkanki miękiszowej liścia (przez co można go również nazwać patogenem aparatu asymilacyjnego).
Objawy widoczne są na zainfekowanym liściu w postaci: jasnych plam na zewnętrznej stronie, oraz białego nalotu (oznaka etiologiczna) na spodniej stronie blaszki liściowej. Biały nalot to nic innego jak grzybnia mączniaka. Liść ulega deformacji.
Objawy można zauważyć również na pędach kwiatostanowych: mocno wykręcone, kwiaty nie zakwitają. Nie zawiązują się główki.
Patogen zimuje w postaci bardzo odpornych, grubościennych zarodników (oospor) w tkankach rośliny.